# (41) Dafne
(41) Dafne és un gran asteroide, el número 41 de la sèrie, descobert per en Hermann Mayer Salomon Goldschmidt el 22 de maig del 1856 a París. És un cos de superfície fosca, probablement compost per condrita carbonatada. Se l'anomenà "Daphne" (o Daphnis en llatí) per la nimfa Dafne de la mitologia grega que fou convertida en un llorer. La forma lleugerament corbada de Daphne suggerix que l'asteroide té una forma irregular.
(41) Daphne té almenys un satèl·lit, anomenat temporalment S/2008 (41) 1. va ser identificat el 28 de març de 2008. Té una separació projectada de 443 km, un període orbital d'aproximadament 1,6 dies, i s'estima un diàmetre de menys de 2 km. Si aquestes observacions preliminars es mantenen, aquest sistema binari té la proporció de mida més extrema coneguda.